# Бертель Торвальдсен
Бе́ртель Торва́льдсен (дан. Bertel Thorvaldsen; 19 листопада 1770, Копенгаген — 24 березня 1844, там же) — данський художник, скульптор, яскравий представник класицизму, згодом академізму.

## Біографія
Бертель Торвальдсен є сином ісландського різьбяра по дереву, який оселився у Данії.

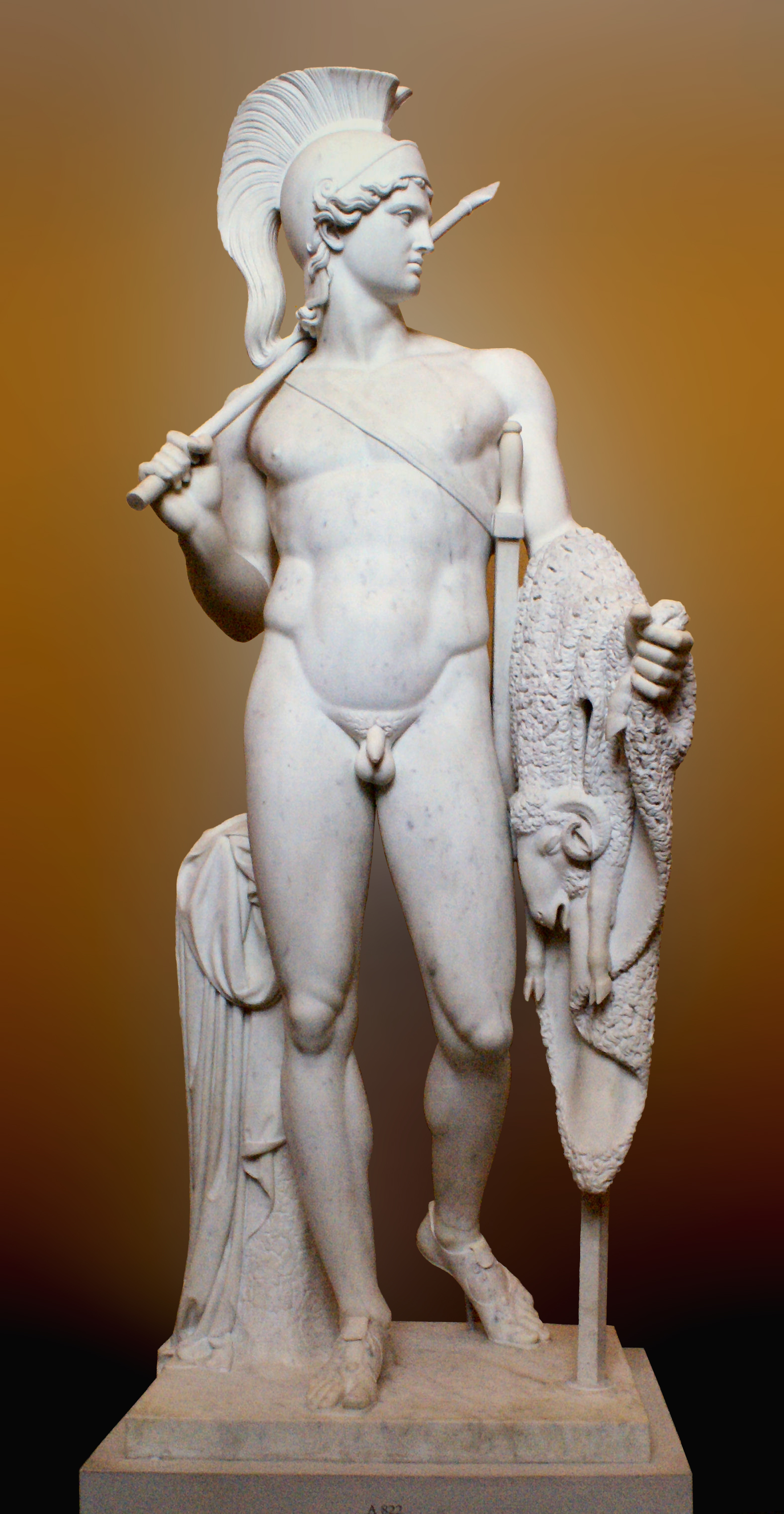
Статуя Ясона

У 1781-93 роках навчався в безплатній школі при Копенгагенській Академії мистецтв. У 1797 році поїхав до Італії, де, спершу в Неаполі, потім у Римі, жив і творив упродовж понад сорока́ років. Справжнім відкриттям для Торвальдсена стало античне мистецтво, наслідувати яке митець вважав своєю високою метою життя.
За статую Ясона (1803 рік) Торвальдсена похвалив найвідоміший італійський скульптор-класицист Канова .
Згодом вже самого́ Торвальдсена вважали наступником Канови.
Бертель Торвальдсен за життя зажив величезної слави і комерційного успіху. Визнання митця було загальноєвропейським — його тріумфально вітали у найбільших культурних осередках континенту того часу — Відні, Берліні, Варшаві тощо. А відвідини рідного Копенгагена в 1819 році обернулось на яскраву почесну процесію. Замовлення Торвальдсену надходили звідусіль.
Повертаючись до Італії 1820 року, шлях Торвальдсена пролягав через німецькі Берлін, Дрезден і польську Варшаву, де митець отримав замовлення увічнити в камені славетних діячів цих країн.
З 1825 року Бертель Торвальдсен став президентом Академії Святого Луки в Римі, з 1833 року — Академії мистецтв у Копенгагені.
Вже похилого віку, в 1838 році Торвальдсен вирішив повернутися на батьківщину, звістка про що стала справжньою подією національної історії.
Митець творив до кінця життя у рідному Копенгагені, де й помер 24 березня 1844 року.

## Творчість

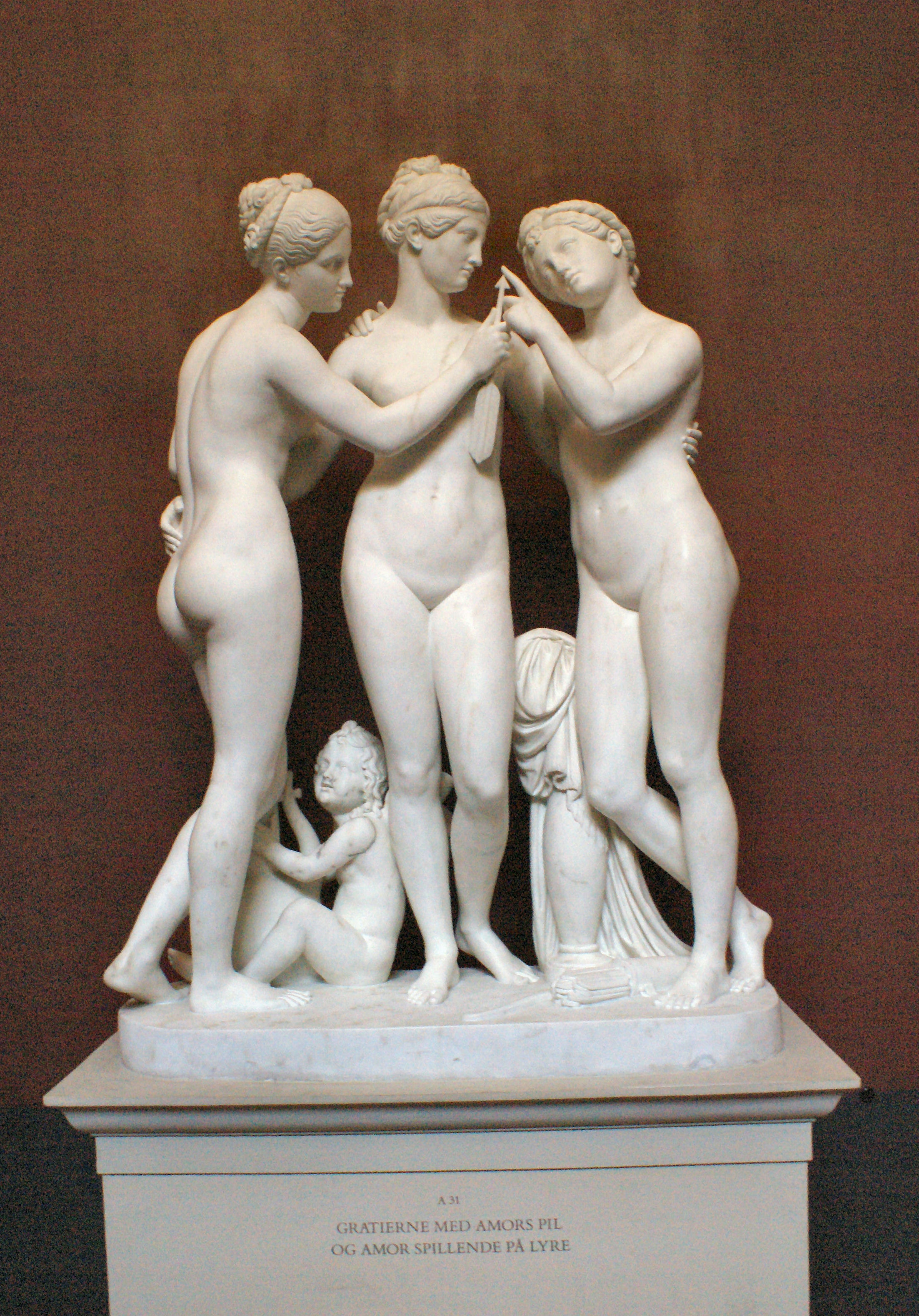
Три грації

Бертель Торвальдсен є одним з найплідніших скульпторів за всю історію мистецтва — навіть приблизно важко підрахувати загальну кількість його робіт, що нерідко викликало питання з приводу їхнього авторства.
Найповніше талант митця розкрився у творах на античні сюжети, а також у епігонстві (копіюванні) давніх робіт. Фактично Торвальдсену вдалося відтворити суть і дух класичного мистецтва Давньої Греції і Риму. Грандіозний рельєф фризу із зображенням діянь Олександра Македонського «Похід Олександра Македонського» в Квіринальському палаці в Римі митець створив у 1812 році лише впродовж 3 місяців. Серед найвідоміших робіт митця на античну тематику — скульптурні композиції, рельєфи Вигнання Еліодора (1791 рік), Ганімед (1804), Амур і Психея (1807), Венера з яблуком (1813—16), Меркурій із сопілкою (1818), Ганімед, що годує Зевсового орла (1817), Три грації (1817—19) і багато інших.
Ідеалізовані портретні бюсти і скульптури Торвальдсена користувались попитом у всій Європі. Митець увіковічнив у мармурі численних представників аристократії різних держав. Торвальдсен — автор пам'ятників Юзефу Понятовському (1820—29 роки), Миколі Копернику (1830) для Варшави; Джорджу Байрону (1830—31) для Кембриджа; Фрідриху Шиллеру (1835—39) для Штутгарта тощо.

## Вшанування і зберігання творів

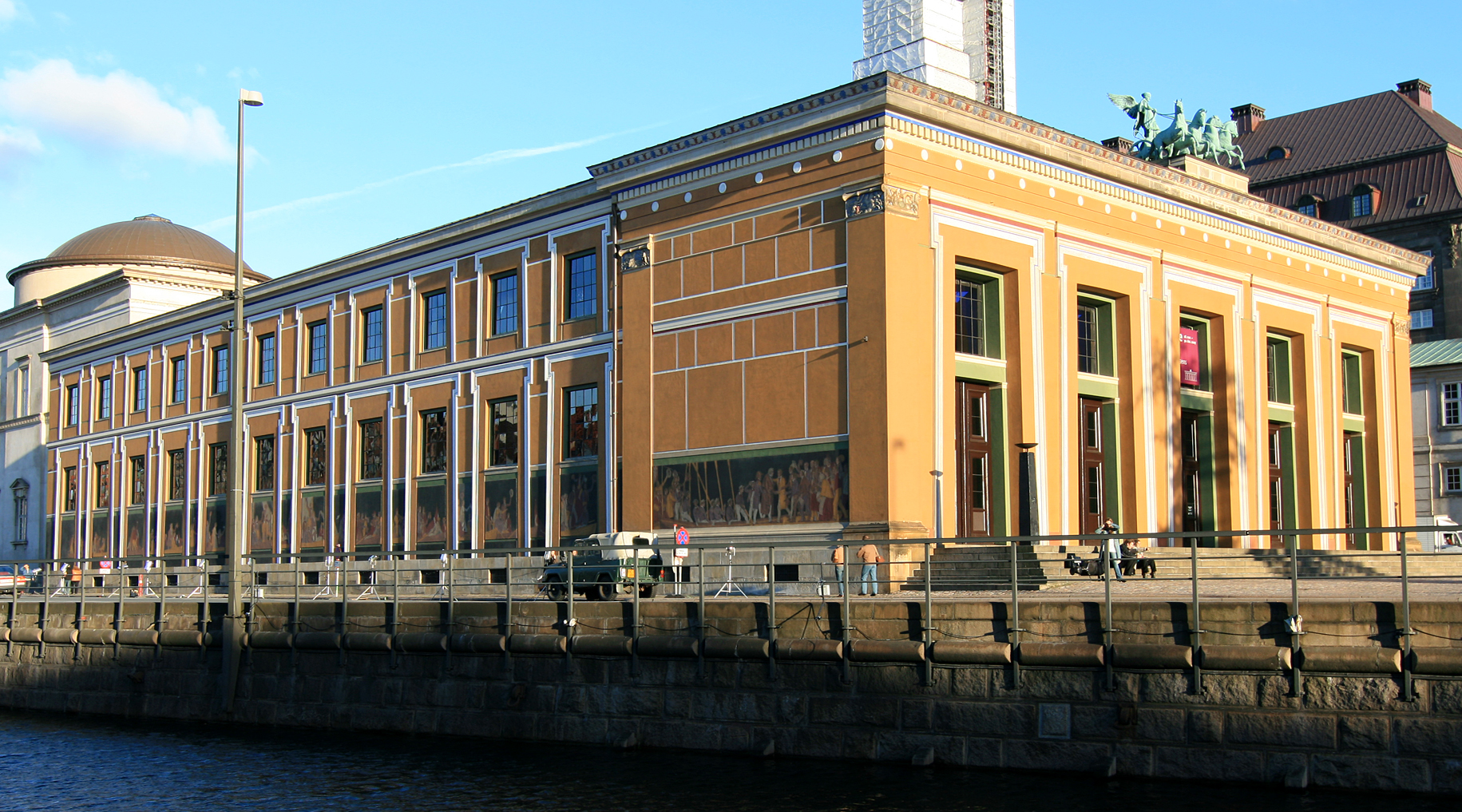
Музей Торвальдсена, Копенгаген, 2007

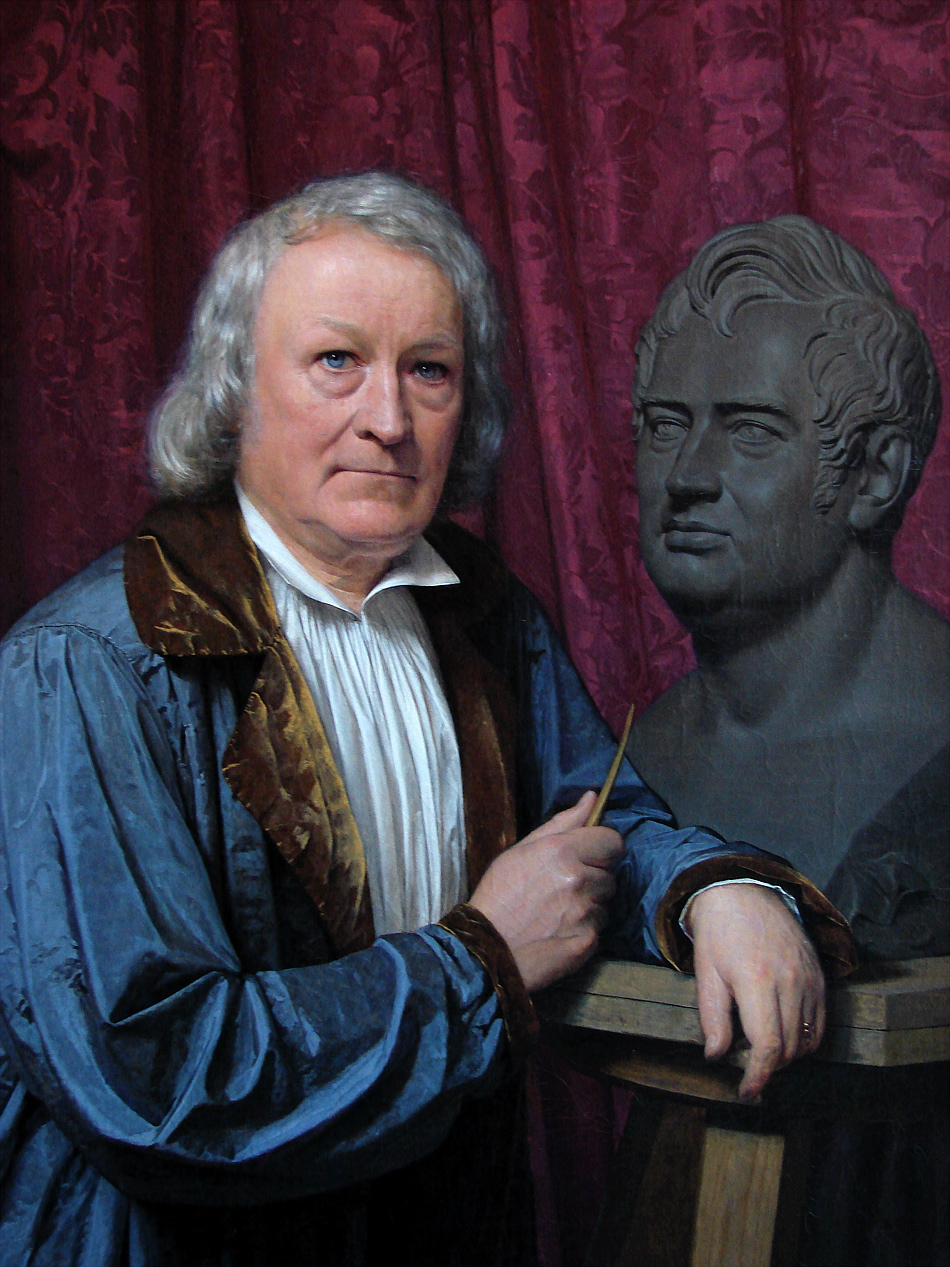
Портрет Торвальдсена роботи

Ще в 1839 році, тобто за рік після повернення Торвальдсена до Данії, розпочалось будівництво прижиттєвого Музею Торвальдсена в Копенгагені. Саме цьому музею судилося стати не тільки одним з найбільших зібрань творів митця, а і його мавзолеєм.
Торвальдсен мав вплив на загально-європейський академізм. Однак окрім ще прижиттєвого уславлення, з кінця XIX століття прибічники реалізму піддали нищівній критиці доробок митця — са́ме за брак справжніх відчуттів та надмірну ідеалізацію в композиціях. Втім, ані на неперевершене значення для розвитку європейського мистецтва в цілому, ані на справжній культ митця в рідній Данії, це не справило особливого впливу.
Нині роботи Бертеля Торвальдсена зберігаються у багатьох музеях світу і в приватних колекціях збирачів мистецтв, в тому числі і в Україні — у Музеї мистецтв імені Богдана та Варвари Ханенків (кол. Державний музей західного і східного мистецтв) в Києві, Львівській галереї мистецтв (кол. Львівська картинна галерея), у Закарпатському обласному художньому музеї ім. Й. Бокшая в Ужгороді, картинній галереї Житомирського краєзнавчого музею. У каплиці домініканського костелу у Львові зберігається надгробок Юзефи Борковської роботи Торвальдсена.
Надгробок дітей Понінського, який тепер виставлено у Львівській галереї мистецтв, врятував Б. Г. Возницький (*1926), довідавшись про його існування в селі Червоногород на покинутому польському цвинтарі. Таким чином, від 1961 року надгробок роботи Торвальдсена у Львові. Дивно, що робота уславленого майстра була невідома для мистецтвознавців. Так Возницький врятував пам'ятку загальноєвропейського значення та збагатив музейні колекції України визначним твором.
На його честь названо астероїд. Зображений на данській банкноті номіналом 5 крон.

## Цікаві факти з життя
- Вплив пережитого від «зустрічі» з Римом, «колискою» античного мистецтва, був настільки сильним для Торвальдсена, що відтоді день, коли він вперше побував у місті, митець вважав за свій другий день народження.
- Оперативність роботи в римському Квіринальському палаці в 1812 році, за переказом, пов'язана з палким бажанням митця устигнути скінчити своє творіння до відвідин міста в тому ж році Наполеоном.
- Торвальдсен не цурався практично жодних замовлень — дивовижними є тогочасні свідчення і подальші спомини і перекази про те, як митець творив портретні скульптури за самим лише описом у листі. Скульптор був надзвичайно популярним на теренах Польщі і заходу Російської імперії, зокрема, на території сучасної України — са́ме завдяки цій «любові» місцевих, переважно польських, панів, українські музеї (навіть локальні краєзнавчі) містять у своїх експозиціях твори Торвальдсена.

## Галерея

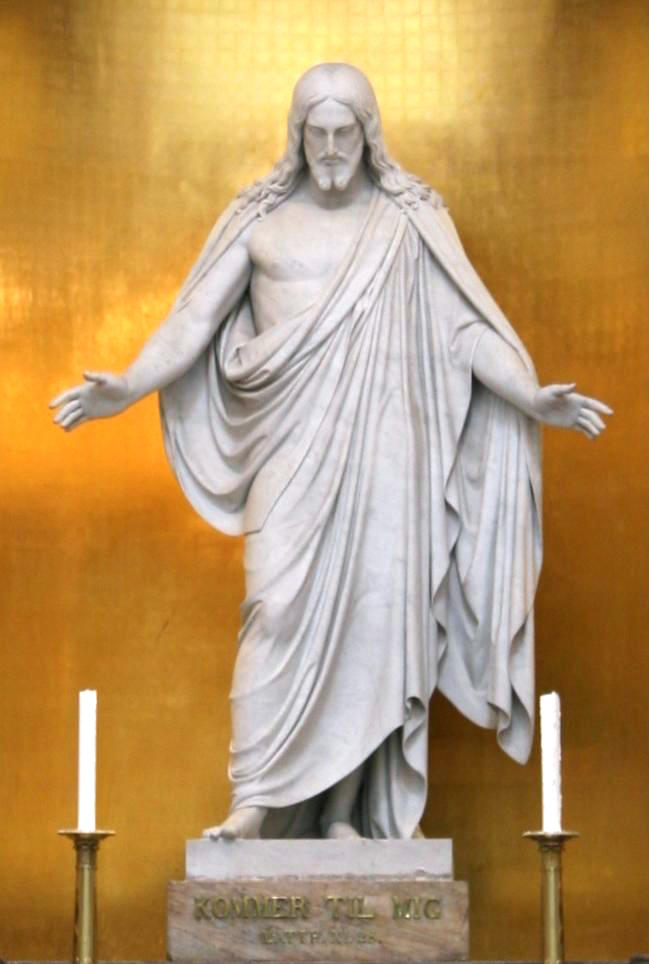
Ісус Христос, Собор Святої Діви у Копенгагені.
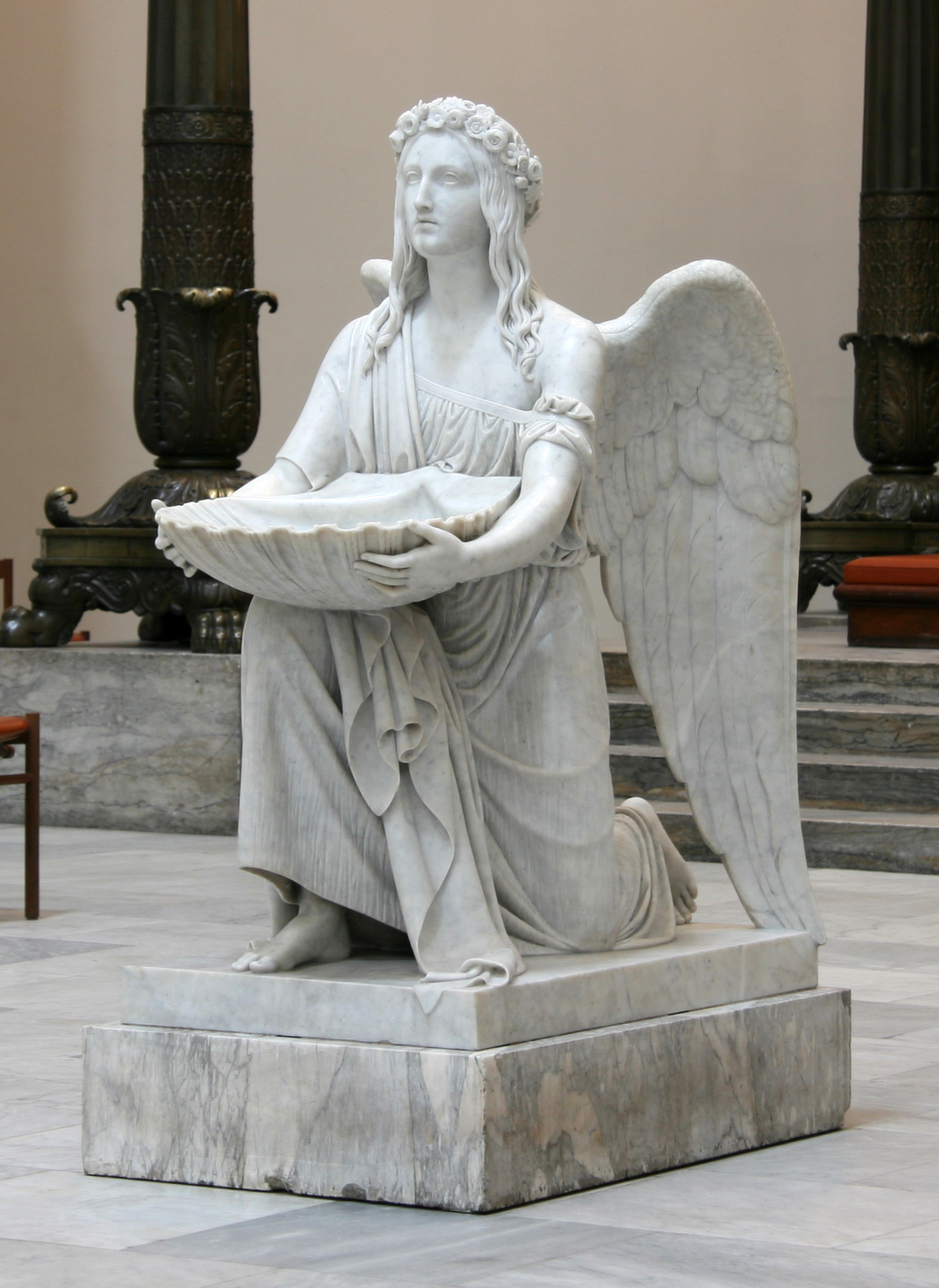
Хрестильна купіль, Собор Святої Діви у Копенгагені
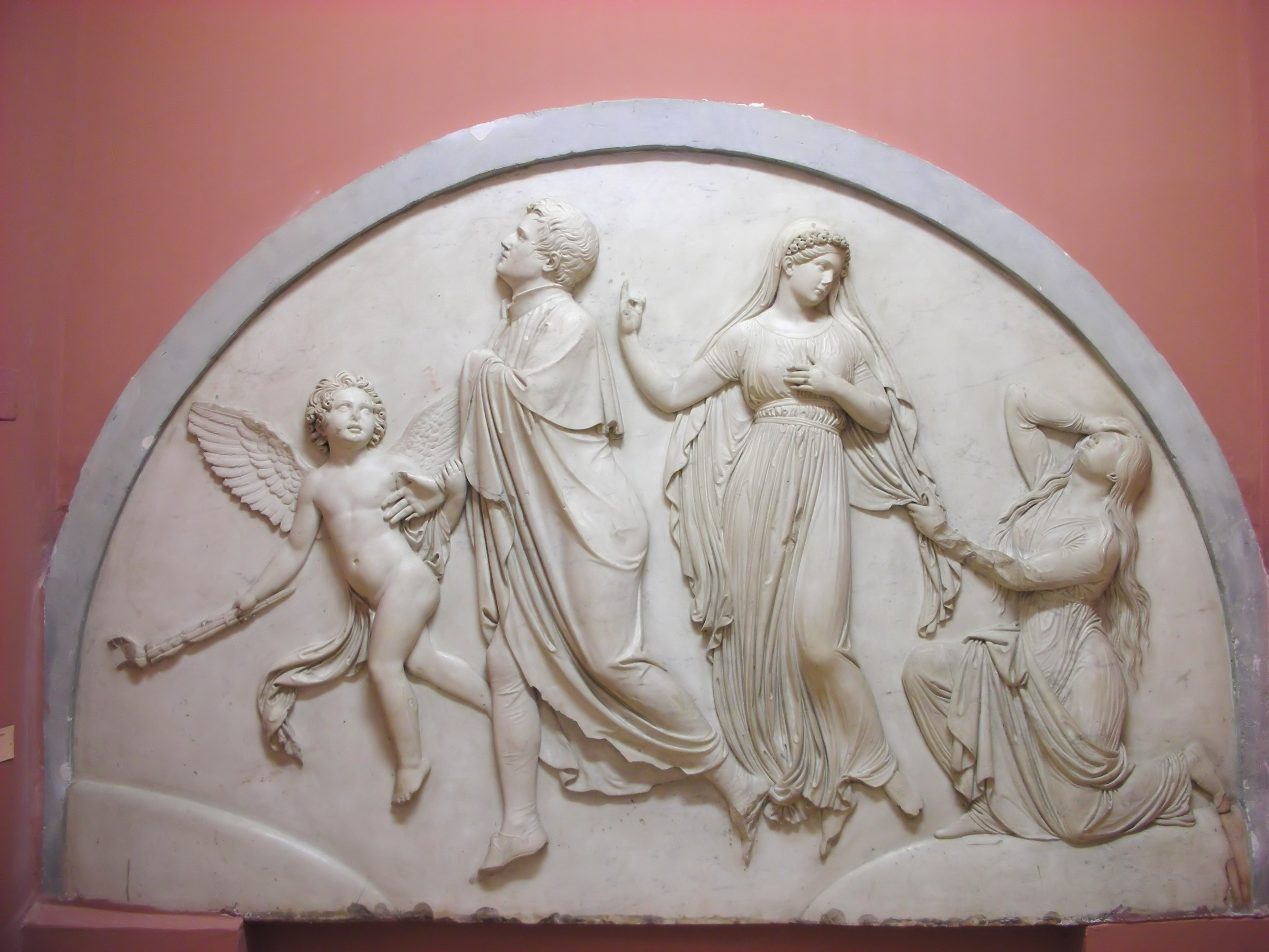
Надгробок дітей Понінського, Львівська галерея мистецтв
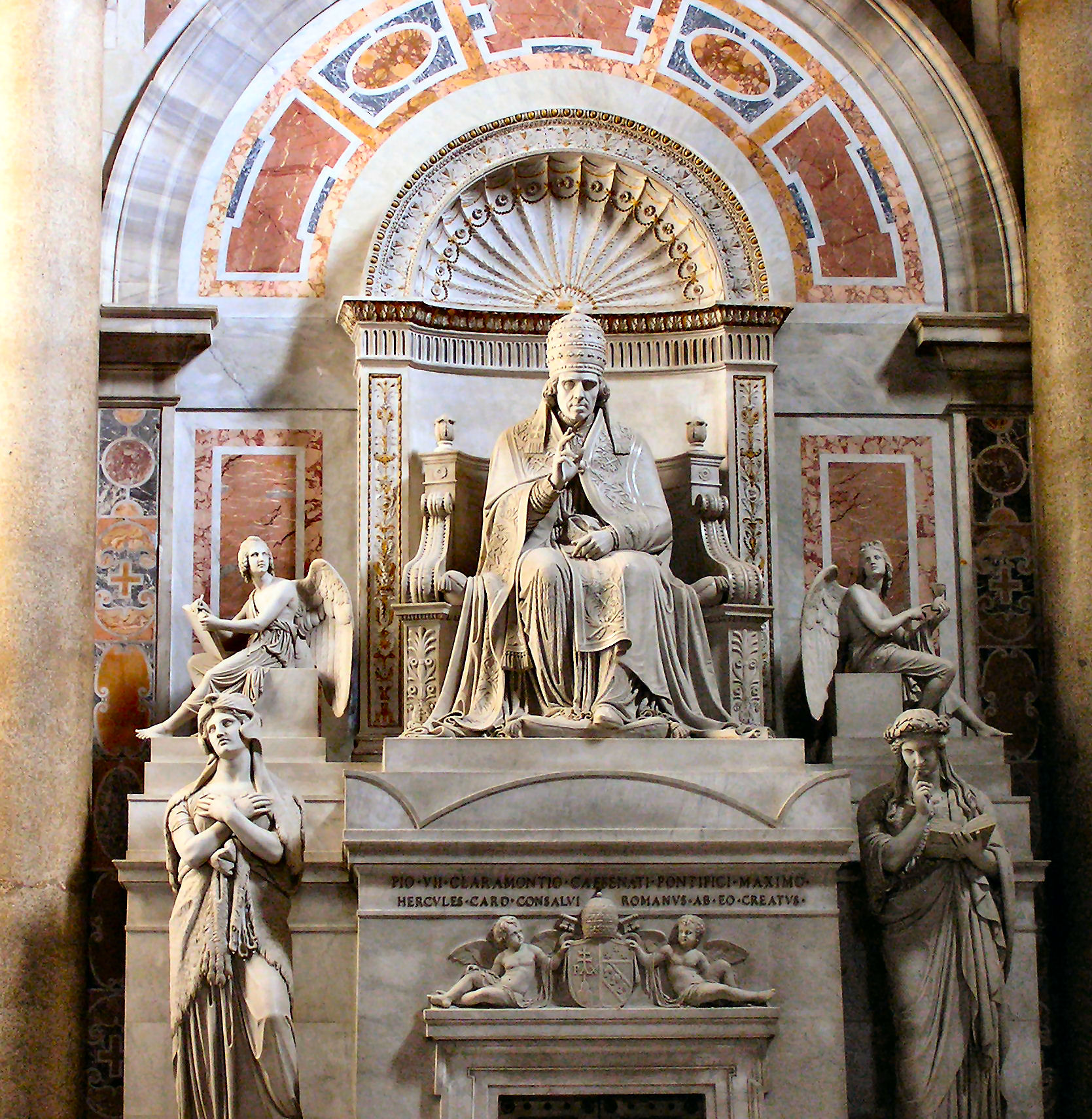
Надгробок могили папи Пія VII
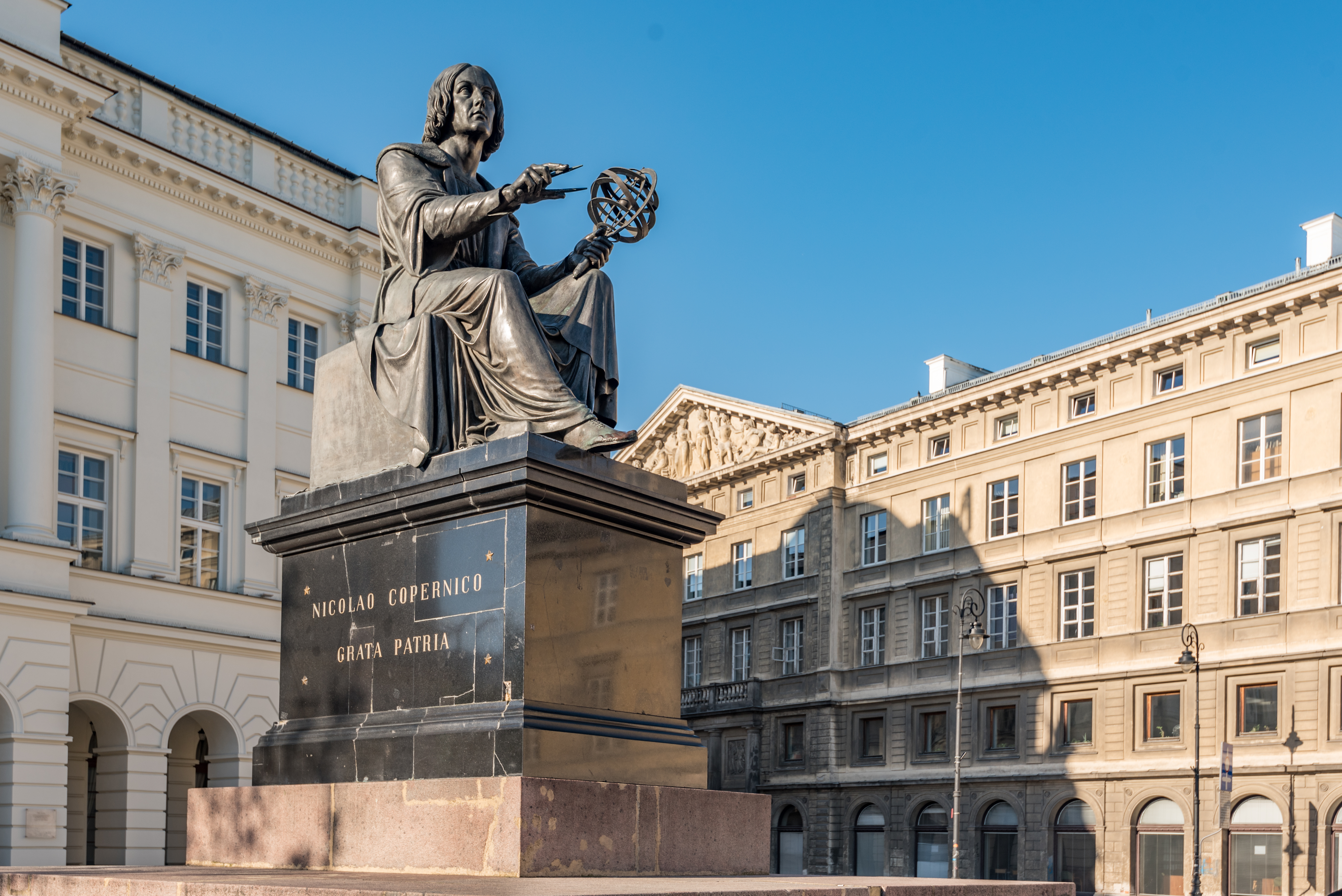
Пам'ятник Миколі Копернику у Варшаві
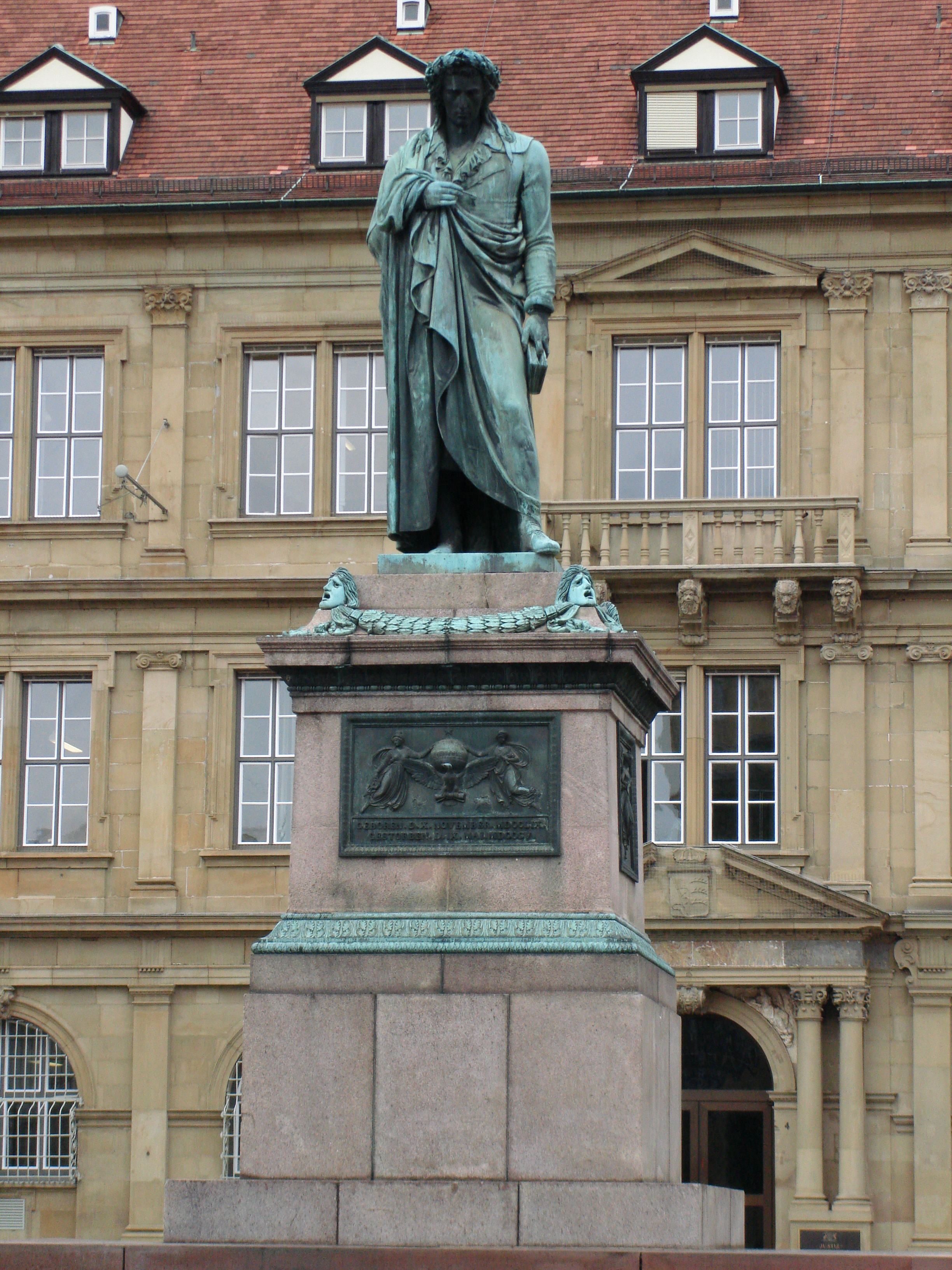
Пам'ятник Шиллеру у Штуттгарті
Статуї апостолів у одній із церков Копенгагена
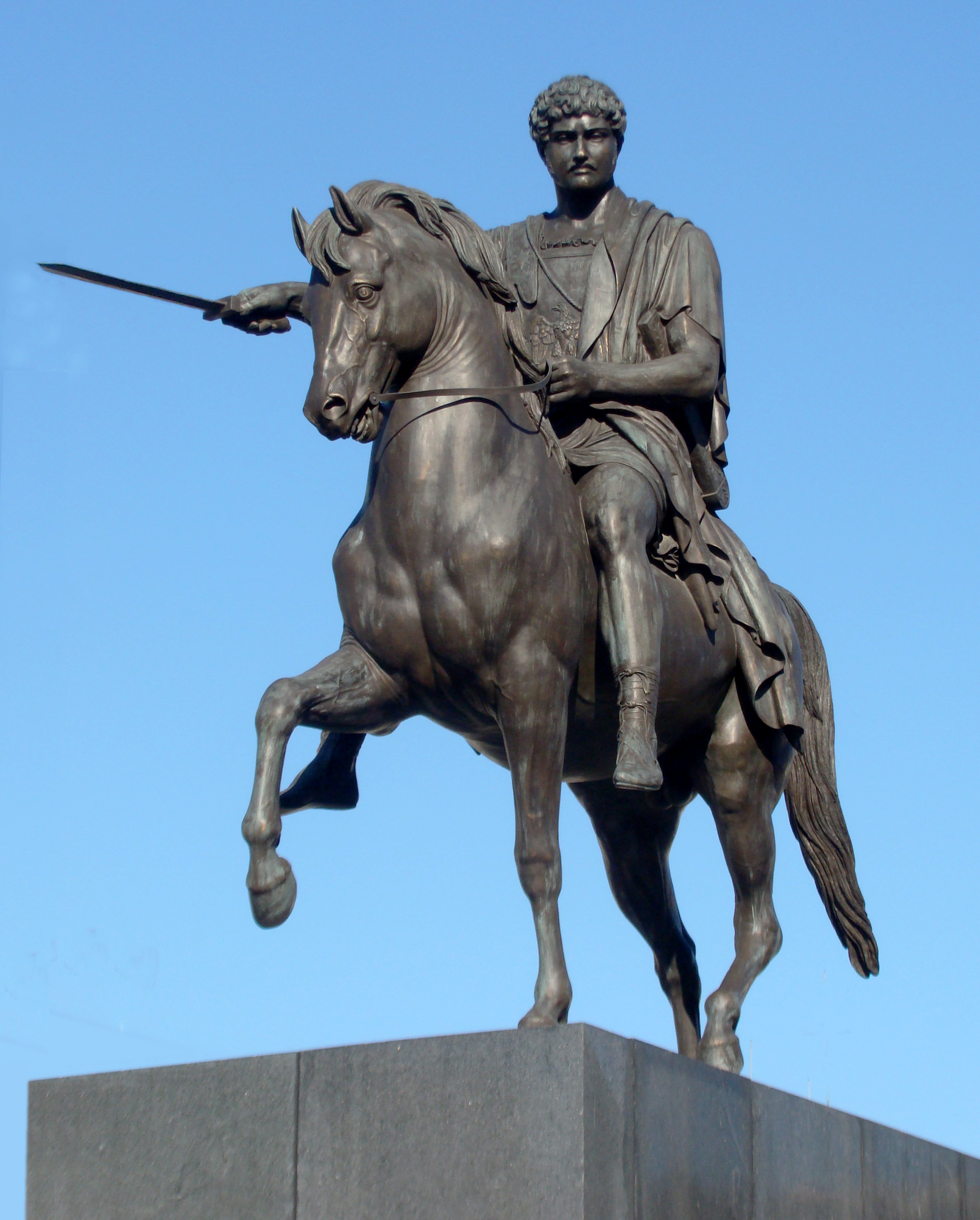
Пам'ятник Понятовському у Варшаві
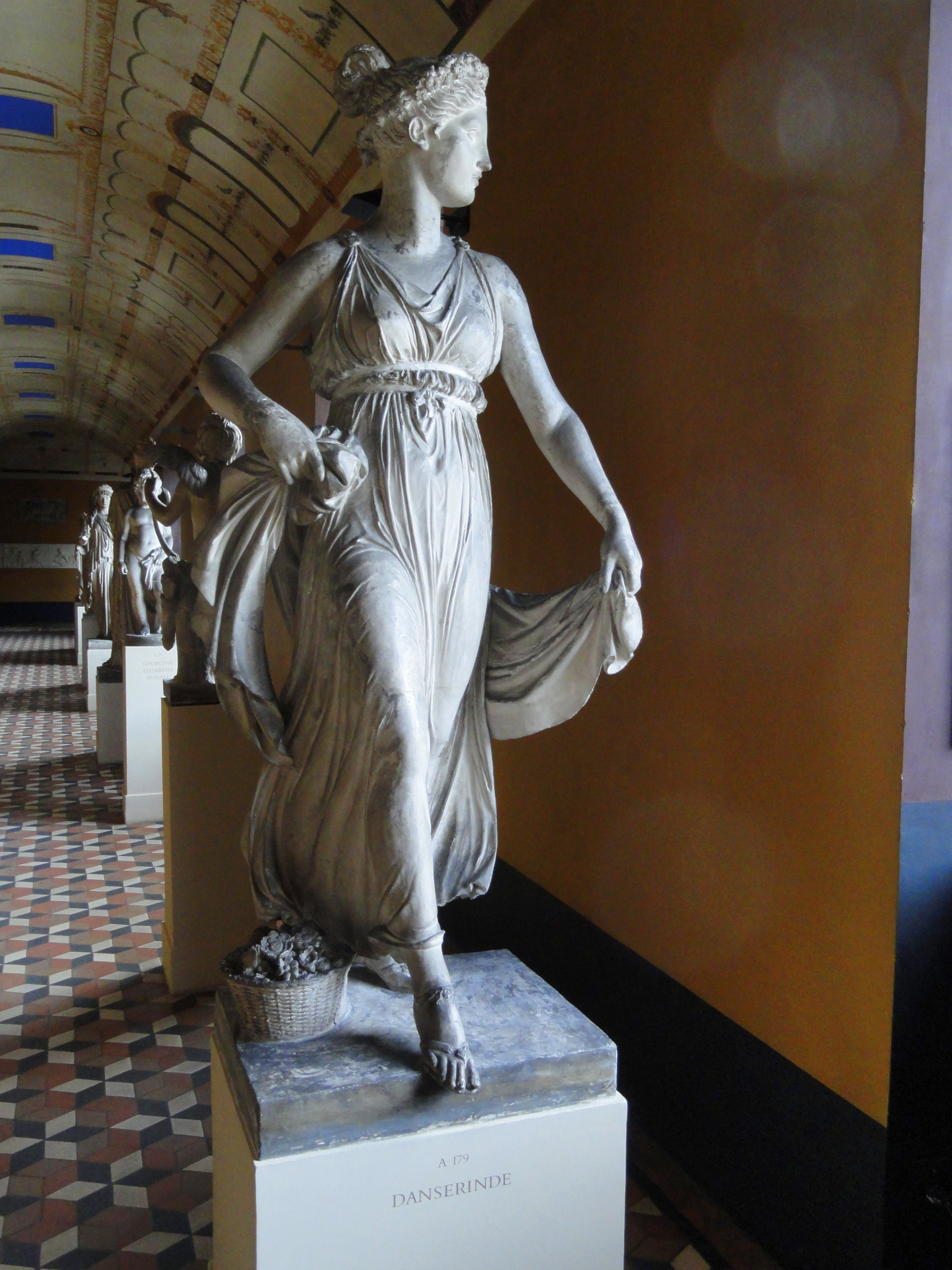
Дівчина в танці
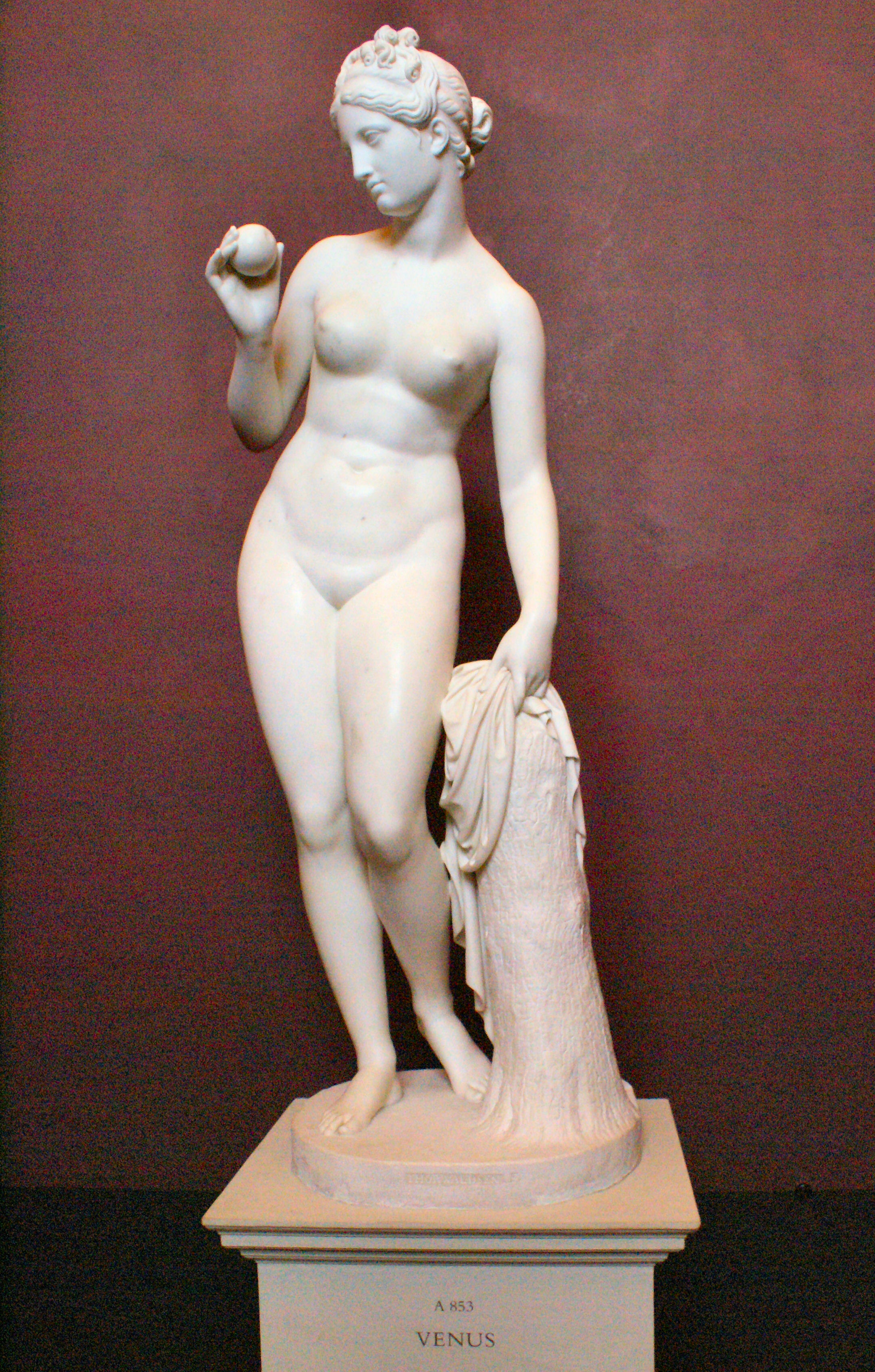
Венера з яблуком
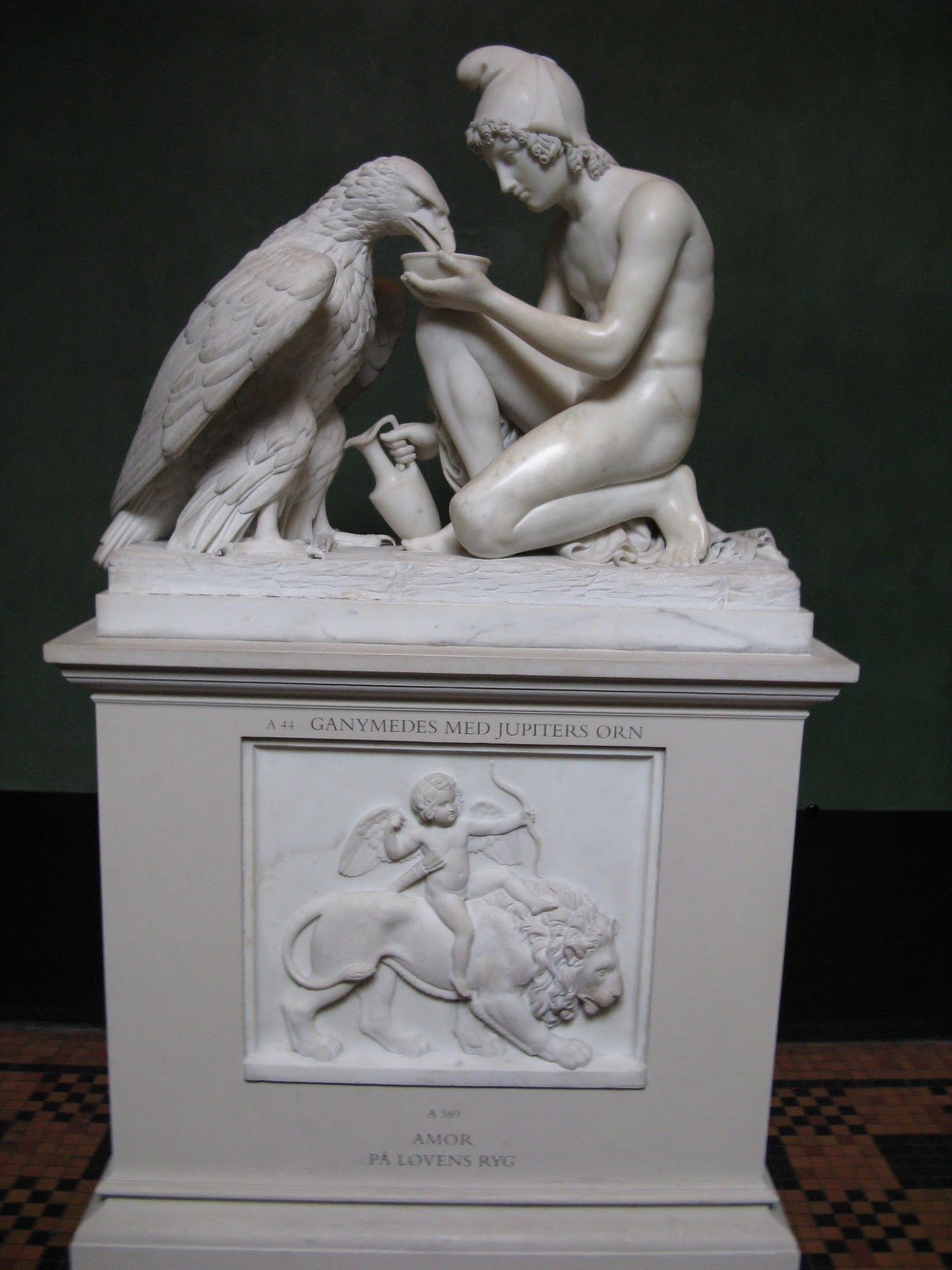
Ганімед, що годує Зевсового орла, 1817
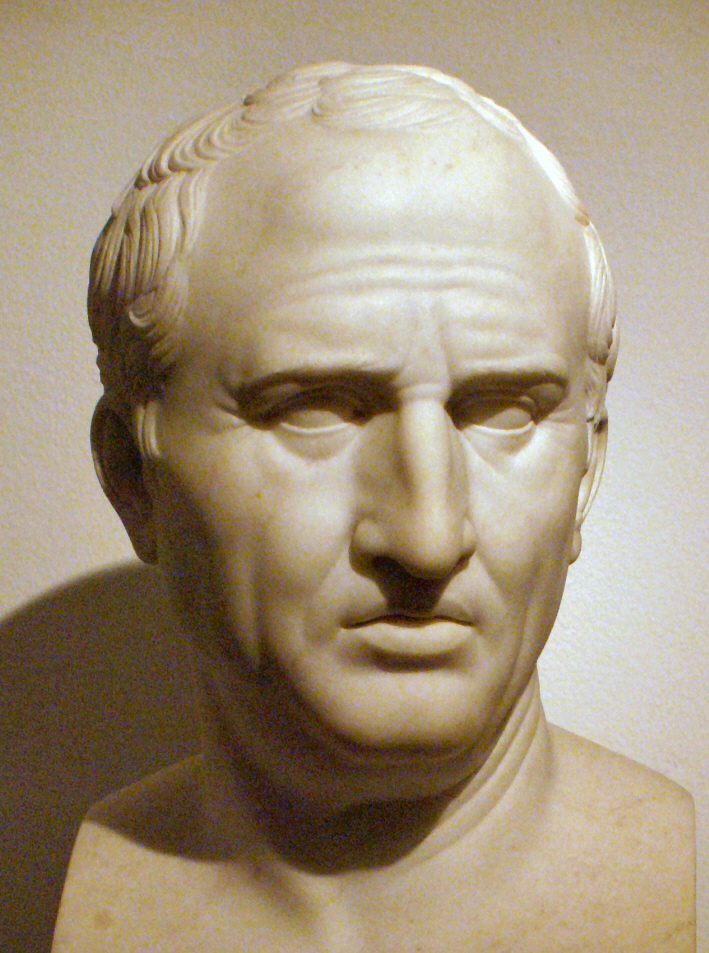
Копія давньоримської скульптури голови Цицерона, 1799-1800 рр.